# 논산여자상업고등학교
논산여자상업고등학교(論山女子商業高等學校)는 대한민국 충청남도 논산시 강산동에 있는 사립 고등학교이다.

## 학교 연혁
- 1979년 4월 16일 : 학교법인 운산학원 설립
- 1980년 8월 11일 : 교사 신축 기공식
- 1980년 11월 26일 : 논산여자상업고등학교 설립 인가(12학급)
- 1981년 1월 19일 : 재단 이사장 이용구 취임
- 1981년 3월 1일 : 초대 교장 김학승 취임
- 1981년 5월 30일 : 개교식 (4학급)
- 1982년 10월 5일 : 학급 증설인가 (학년당 8학급 전체 24학급)
- 1984년 2월 15일 : 제1회 졸업식
- 1990년 4월 13일 : 충남 탁구선수부 창단
- 1995년 3월 3일 : 영은관 준공식
- 2008년 8월 28일 : 특성화학과(호텔경영과) 2학급 인가
- 2010년 7월 29일 : 호텔·관광 특성화고등학교로 지정
- 2014년 5월 14일 : 2014청렴인증평가 1등급학교 선정(충청남도교육감)
- 2015년 3월 23일 : 제4대 이사장 정영화 취임
- 2015년 7월 15일 : 학과개편 승인(경영정보과 3, 조리과 1, 관광비즈니스과 3)
- 2019년 9월 1일 : 제8대 교장 조한호 취임
- 2021년 8월 31일 : 뷰티미용과 학과 재구조화 승인(1학급)
- 2023년 1월 6일 : 제40회 졸업식(127명, 누계 11,315명)
- 2023년 3월 2일 : 제43회 입학식(141명)

## 설치 학과
- 조리과
- 뷰티미용과
- 경영정보과
- 관광비즈니스과

## 참고 자료
- 논산여자상업고등학교 - 한국교육학술정보원 학교알리미